# Jonathan Ogden
Jonathan Phillip Ogden (Washington, 31 luglio 1974) è un ex giocatore di football americano statunitense che ha giocato nel ruolo di offensive tackle per tutte le dodici stagioni della carriera con i Baltimore Ravens della National Football League (NFL).
Al college ha giocato a football a UCLA, venendo premiato comme All-American. Scelto come quarto assoluto nel Draft NFL 1996 dai Ravens, è stato selezionato per 11 Pro Bowl ed inserito 9 volte nella formazione ideale della stagione All-Pro. Ogden è stato inserito nella Pro Football Hall of Fame nel 2013.

## Carriera professionistica

### Baltimore Ravens
Nel Draft 1996, Ogden fu scelto dai Baltimore Ravens nel primo giro come quarto assoluto, la prima scelta della storia dei Ravens.
Fu inserito nove volte nella formazione ideale All-Pro e convocato per 11 Pro Bowl come tackle sinistro, cioè in tutte le stagioni della carriera ad eccezione della prima. Durante la sua carriera, Ogden ricevette due passaggi, entrambi da una yard ed entrambi trasformati in touchdown. Inoltre recuperò 7 fumble e fece registrare 10 tackle. Ogden si guadagnò la reputazione di avere sempre il sorriso sulle labbra "Sta sempre ridendo" scherzò il defensive end dei New York Giants Michael Strahan. "Lo guardi e pensi che non sia abbastanza cattivo per gestire i cattivi ragazzi che giocano nella NFL. Jonathan sarebbe strappare in grado di strapparti le braccia e sventolartele in faccia sempre continuando a sorridere."
Nel 2001, Ogden vinse un Super Bowl coi Ravens battendo i New York Giants 34-7 nel Super Bowl XXXV. Annunciò il suo ritiro il 12 giugno 2008 dopo dodici stagioni, tutte passate a Baltimore. Alto 206 cm, Ogden alla pari del compagno ai Ravens Jared Gaither era il giocatore più alto della NFL al momento del suo ritiro.

## Palmarès
- Super Bowl : 1 Vincitore del Super Bowl XXXV
- (11) Pro Bowl (1997, 1998, 1999, 2000, 2001, 2002, 2003, 2004, 2005, 2006, 2007)
- (9) All-Pro (1997, 1998, 1999, 2000, 2001, 2002, 2003, 2004, 2006)
- PFWA All-Rookie Team - 1996
- Formazione ideale della NFL degli anni 2000
- Formazione ideale del 100º anniversario della National Football League
- Pro Football Hall of Fame (classe del 2013)
- College Football Hall of Fame (classe del 2012)
- Classificato al #72 tra i migliori cento giocatori di tutti i tempi da NFL.com